# Heinz-Helmut Wehling
Heinz-Helmut Wehling   (Bad Frankenhausen, 8 de setembre de 1950) fou un lluitador alemany, especialista en lluita grecoromana, que va competir sota bandera de la República Democràtica Alemanya durant la dècada de 1970.
El 1972 va prendre part en els Jocs Olímpics de Múnic, on guanyà la medalla de plata en la prova del pes ploma del programa de lluita grecoromana. Quatre anys més tard, als Jocs de Mont-real, guanyà la medalla de bronze en la prova del pes lleuger.
En el seu palmarès també destaquen una medalla d'or, una de plata i una de bronze al Campionat del món de lluita, una d'or i una de bronze al Campionat d'Europa de lluita i vuit campionats nacionals.